# Musonia maculata
Musonia maculata är en bönsyrseart som beskrevs av Max Beier 1942. Musonia maculata ingår i släktet Musonia och familjen Thespidae. Inga underarter finns listade i Catalogue of Life.